# Gucheng
Gucheng (in cinese: 古城站S, Gǔchéng zhànP) è una stazione della linea 1 della metropolitana di Pechino.
La stazione è entrata in funzione il 7 novembre 1971 ed è al momento il capolinea occidentale della linea 1, dati i lavori di restauro attualmente in corso alla stazione di Pingguoyuan. Un tempo la stazione era nota con il nome di Guchenglu (古城路站S, Gǔchénglù zhànP).

## Storia
Nel progetto originale della prima fase della metropolitana di Pechino, la stazione Gucheng era inizialmente chiamata Shijingshan ed era prevista come capolinea occidentale della linea, la quale originariamente sarebbe dovuta sorgere più a est rispetto all'incrocio di Gucheng Road. Il progetto iniziale prevedeva una banchina a isola, con un doppio binario di inversione sul lato occidentale e un collegamento ferroviario verso il deposito di Gucheng. Dopo il completamento della progettazione preliminare, il dipartimento di pianificazione urbana propose delle modifiche, tra cui l'aggiunta di una nuova stazione, Bajiaocun, tra Shijingshan e Babaoshan, e lo spostamento della stazione Shijingshan più a ovest, fino all'incrocio di Gucheng Road, con il conseguente cambio di nome in Guchenglu. Per favorire questo spostamento la configurazione della stazione fu modificata da banchina a isola a banchine laterali, evitando così la costruzione di un allargamento del binario sul lato occidentale, che avrebbe occupato ulteriore spazio.
Il 1° luglio 1965 iniziò la costruzione del tratto tra Gucheng e Yuquanlu, lungo 7,2 km, come progetto pilota e di sperimentazione. Entro la fine dello stesso anno, la sezione occidentale della prima fase era praticamente completata. Quando i lavori su questa tratta erano prossimi alla conclusione, il dipartimento di pianificazione propose di estendere ulteriormente la linea verso ovest utilizzando il collegamento ferroviario di Gucheng, prolungandola fino alla stazione di Pingguoyuan.
Nel 1967 la costruzione della struttura principale della stazione Guchenglu fu sostanzialmente completata. Il 1° ottobre 1969, l'intera prima fase della metropolitana di Pechino fu ultimata e messa in funzione.
Il 7 novembre 1971 il servizio di prova della prima linea di metropolitana di Pechino, inizialmente operativo tra la stazione di Pechino e Yuquanlu, venne esteso fino a Guchenglu. Dopo aver effettuato la fermata, i treni proseguivano verso nord, uscivano in superficie attraverso il collegamento ferroviario di Gucheng e lì invertivano la marcia. Il sistema di blocco telefonico per il controllo del traffico era posizionato all'uscita del tunnel di Gucheng. Tuttavia, poiché la linea di inversione si trovava a 1,2 km dalla stazione, il personale doveva comunicare telefonicamente con la stazione per gestire gli scambi, rendendo difficile completare l’inversione in meno di 8 minuti. Questo impose un intervallo minimo tra i treni di 8 minuti, limitando la capacità dell'intera linea. Per risolvere il problema, il 23 aprile 1973 la tratta operativa fu estesa fino alla stazione di Pingguoyuan, che divenne il nuovo capolinea, mentre Guchenglu divenne solamente una stazione di passaggio.

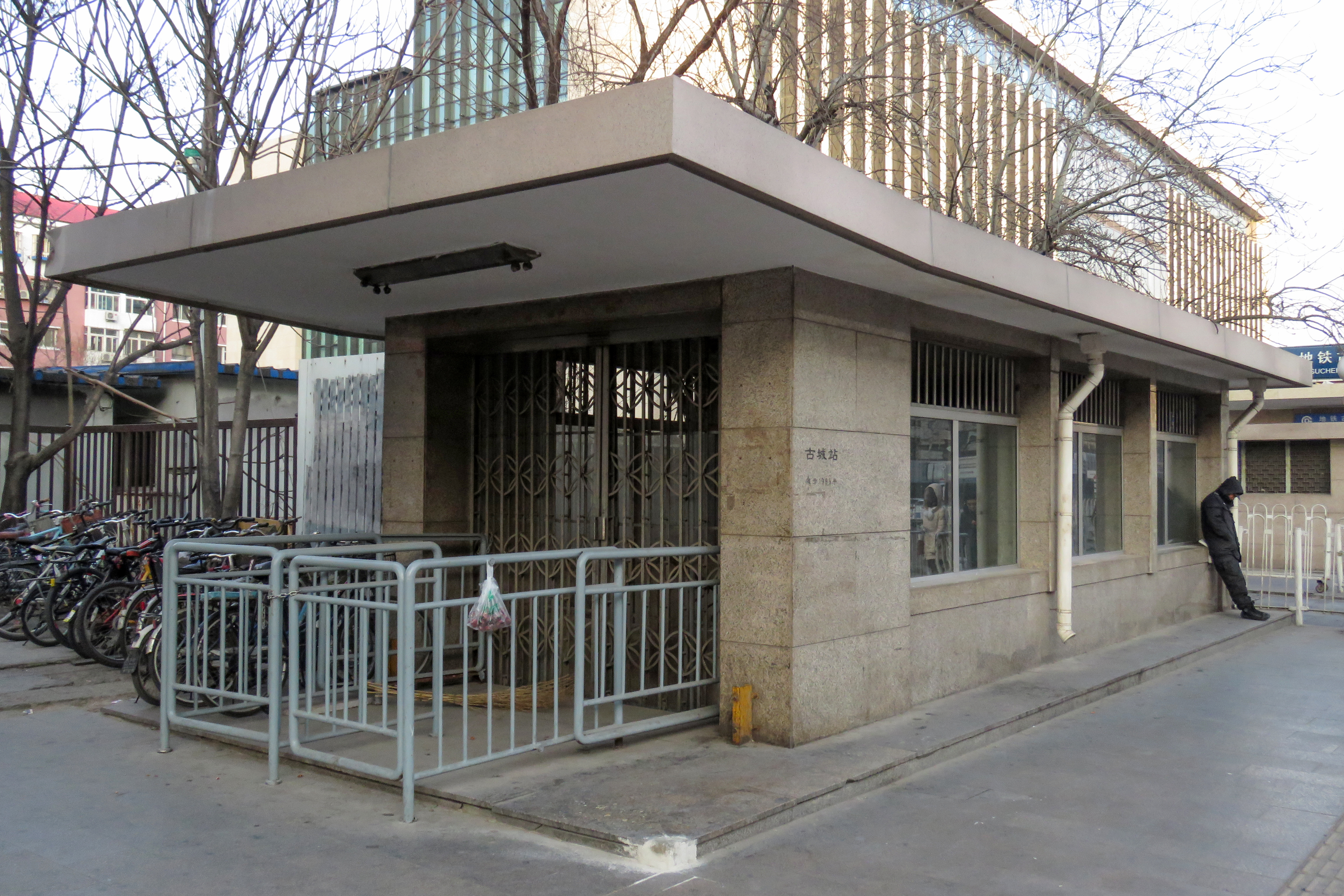
Il vecchio ingresso della stazione di Gucheng, chiuso nel 2008 dopo la conclusione dei lavori di restauro.

Il 1° febbraio 2008 vennero ultimati i lavori di ristrutturazione della stazione di Guchenglu e furono inaugurati il nuovo atrio e i nuovi accessi, mentre gli ingressi non interessati dal restauro vennero chiusi definitivamente. Da quel momento in poi la stazione ottenne una nuova denominazione, rinominata semplicemente in Gucheng.
Dal 18 aprile 2020, per consentire i lavori di ristrutturazione della stazione di Pingguoyuan, Gucheng è divenuto il capolinea provvisorio della linea.

## Posizione
La stazione di Gucheng è situata nel sottodistretto Gucheng, afferente al distretto Shijingshan della città di Pechino, nella periferia occidentale della capitale. La stazione è stata costruita all'incrocio tra Shijingshan Road e Gucheng Xiaojie, immediatamente fuori il quinto anello autostradale della città.

## Struttura e impianti
La stazione di Gucheng è organizzata in due piani, uno sul livello stradale e uno sotterraneo. Al piano superficiale è stato costruito l'atrio, con le biglietterie automatiche e il punto informazioni, mentre al primo piano interrato vi sono le banchine dei treni, organizzati secondo una struttura a banchine laterali. La stazione dispone di 4 ingressi, indicati con le lettere A, B, C e D. Solamente le entrate B e D sono dotate di supporti per l'ingresso di persone con disabilità motorie.

## Servizi
La stazione dispone di:
- Accessibilità per portatori di handicap (solo uscite B e D)
- Emettitrice automatica biglietti
- Servizi igienici
- Sportello automatico
- Stazione video sorvegliata
- Ufficio polizia

### Orari
Il primo treno lascia la stazione di Gucheng in direzione Universal Resort tutti i giorni alle 4:57, mentre l'ultimo che effettua tutta la tratta parte alle 22:51. Alcuni treni effettuano solo una parte della tratta della linea 1 − Batong, fermando alla stazione di Sihuidong, con l'ultimo treno che effettua servizio alle 23:33.

## Interscambi
- Fermata autobus.